# Китенки
Китенки (рос. Китенки) — присілок в Палкінському районі Псковської області Російської Федерації.
Населення становить 22 особи. Входить до складу муніципального утворення Новоуситовська волость.

## Історія
Від 2015 року входить до складу муніципального утворення Новоуситовська волость.

## Населення
| 2001 | 2002 | 2010 | 2013 | 2014 | 2016 |
| ---- | ---- | ---- | ---- | ---- | ---- |
| 34   | ↘26  | ↘18  | ↗29  | →29  | ↘22  |